# Stephen Alfred Forbes
Pour les articles homonymes, voir Forbes (homonymie).
Stephen Alfred Forbes est un naturaliste américain, né le 29 mai 1844 à Silver Creek dans le comté de Stephenson dans l’Illinois et mort le 13 mars 1930 à Urbana.
Forbes est le fils d’Isaac Sawyer et d’Agnès née Van Hoesen. Il fait ses études au Rush Medical College et obtient son doctorat à l’université de l'Indiana en 1884. Marié avec Clara Shaw Gaston le 25 décembre 1873, il aura cinq enfants.
De 1872 à 1877, il est conservateur au Musée d’histoire naturelle de l’État de l’Illinois. Il est l’entomologiste d’État de 1882 à 1917, professeur de zoologie à l’université de l’Illinois de 1884 à 1909, professeur d’entomologie de 1909 à 1921, doyen de la faculté des sciences de 1888 à 1905.
Il reçoit la médaille de première classe de la Société impériale zoologique d'acclimatation pour ses publications en 1886. Il est le fondateur et le directeur de publication du Bulletin of Illinois State Labotary Natural History (aujourd’hui Bulletin of Illinois State Natural History Survey) en 1877. L’université de l’Illinois lui décerne un doctorat de droit honorifique en 1905.

## Liste partielle des publications
- 1893 : A preliminary report on the aquatic invertebrate fauna of the Yellowstone National Park, Wyoming, and of the Flathead Region of Montana (Washington) – Exemplaire numérique sur Canadian Librairies.
- 1908 : Maps showing distribution of Illinois fishes, to accompany a report on the Fishes of Illinois (State Legislature, Danville) – Exemplaire numérique sur American Librairies.
- 1920 : avec Robert Earl Richardson (1877-1935), The fishes of Illinois (State of Illinois, Springfield) – Exemplaire numérique sur American Librairies.
- 1914 : Fresh water fishes and their ecology (State Laboratory of Natural History, Urbana) – Exemplaire numérique sur American Librairies.

## Sources
- Allen G. Debus (dir.) (1968). World Who’s Who in Science. A Biographical Dictionary of Notable Scientists from Antiquity to the Present. Marquis-Who’s Who (Chicago) : xvi + 1855 p.

## Orientation bibliographique
- Stephen Bocking (1990). Stephen Forbes, Jacob Reighard, and the emergence of aquatic ecology in the Great Lakes region, Journal of the History of Biology, 23 (3) : 461-498.  (ISSN 0022-5010)